# 张修己
张修己（1908年—1986年），又名铁夫。山东文登人。中华人民共和国政治人物。

## 生平

### 民国时期
1934年，加入中国共产党。1935年9月后，曾任中共胶东特委巡视员，组织胶东地区一一·四暴动，并就任第二大队政委、中共文登县委书记。抗战爆发后，参加领导了天福山起义，就任胶东人民抗日救国军第三军军械部长，中共胶东区党委保卫局局长兼军法处处长，区党委民运部部长，群委会书记兼胶东参议会副参议长，青岛军管会房地产部部长兼房产局局长。1945年8月至1949年10月，担任胶东去参议院会副参议长（王一亭为议长）。

### 共和国时期
1949年后，曾历任中央建筑工程部司长，华北工程管理局副局长，北京建筑工程学院副院长兼党委第二书记。1960年后，就任淄博建材学校党委书记。1962年12月，张修己调任淄博市副市长，先后分管财贸、文教、城建等工作。之后担任中共淄博市委常委，淄博市革委常委，山东建材学院顾问等职。并当选为政协山东省第三、四届委员会常委，五届全国政协委员。1983年7月，当选为山东省顾委委员。1986年去世。